# Primul ajutor

Simbolul pentru primul ajutor, cunoscut în întreaga lume

Primul ajutor constă în totalitatea măsurilor care se aplică imediat în cazul unei urgențe medicale până la sosirea serviciului de urgență sau până la intervenția unui medic.
Primul ajutor calificat constă în efectuarea unor acțiuni salvatoare de viață unor persoane care au suferit o accidentare sau îmbolnăvire acută, de către personal paramedical care a urmat cursuri speciale de formare și care are în dotare echipamentele specifice acestui scop, inclusiv defibrilatoare semiautomate, funcționând sub formă de echipe de prim ajutor într-un cadru instituționalizat, înainte de intervenția medicilor.